# GS1 France
GS1 France, anciennement Groupement d'études de normalisation et de codification (Gencod), est le représentant en France de l'organisation internationale GS1[pas clair] de standardisation qui développe et maintient des standards pour faciliter l’échange d’information entre les entreprises et le commerce. GS1 compte 120 organisations locales membres (dont GS1 France) et plus de deux millions d’entreprises utilisatrices dans le monde.
GS1 permet aux entreprises de définir et d’adopter des règles communes (des standards). Le plus connu de ces standards est celui du code-barres, symbole imprimé sur les produits et qui peut être scanné automatiquement.

## Historique
Depuis sa création en 1972, GS1 France (anciennement Gencod puis Gencod EAN France) élabore avec les entreprises des standards ouverts et interopérables qui constituent un langage commun.
Les grandes dates clés qui ont marqué l’entreprise :
Le 26 juin 1974, un paquet de chewing-gum Wrigley's est devenu le premier produit avec code-barres à être scanné dans un magasin de la ville de Troy (Ohio, États-Unis). Cela concrétise le choix du standard pour identifier les produits.
En 1976, 12 pays européens créent le standard européen EAN (European Article Numbering), qui dérive d'un autre standard, le standard UPC (Universal Product Code), retenu par les États-Unis. Dans les pays concernés par le standard EAN, une société privée de codification spécifique à chaque pays veille au respect des règles adoptées, promeut l'emploi de cette codification et attribue les numéros d'identification aux fournisseurs. Cet organisme est financé par l'adhésion des sociétés qui utilisent ces codifications. En France, ce rôle est tenu par Gencod, qui signifie originellement « Groupement d'études de normalisation et de codification ». La création de cet organisme est le résultat d'un processus entamé dès le milieu des années 1960 par l'Institut français de libre-service (IFLS) et l'Institut de liaisons et d'études des industries de consommation (ILEC). En 1999, Gencod devient Gencod EAN France. En 2005, Gencod EAN France devient GS1 France, rattachée à GS1, elle-même issue de la fusion des organismes américain (UPC) et européen (EAN).

## Rôle
GS1 France a vocation à promouvoir sur le territoire national les standards permettant aux entreprises de communiquer entre elles. Par exemple, un industriel et un distributeur peuvent s'échanger des informations logistiques et commerciales grâce aux standards GS1 diffusés par GS1 France. Les principes de codification qui sous-tendent les codes à barres constituent un standard parmi d'autres. GS1 France travaille également sur des langages électroniques comme l'EANCOM, ou GS1 XML. On parle de « système » GS1 pour désigner l'ensemble des standards que maintient GS1 au niveau international et GS1 France localement : des codes, à leur symbolisation ou à leur inscription dans des puces électroniques RFID, jusqu'aux langages. 
Historiquement associée au monde de la grande distribution, GS1 France exerce aujourd'hui dans d'autres secteurs d'activités (construction, santé, défense, ferroviaire, finance, etc.),.